# J2 League 2019
Die J2 League 2019 war die 21. Spielzeit der zweiten Division der japanischen J.League. An ihr nahmen 22 Vereine teil.

## Teilnehmer
| Team                | Stadt                | Heimstadion                           |
| ------------------- | -------------------- | ------------------------------------- |
| Montedio Yamagata   | Yamagata, Yamagata   | ND Soft Stadium                       |
| Mito Hollyhock      | Mito, Ibaraki        | K's denki Stadium                     |
| Tochigi SC          | Utsunomiya, Tochigi  | Tochigi Green Stadium                 |
| Omiya Ardija        | Saitama, Saitama     | NACK5 Stadium Ōmiya                   |
| JEF United Chiba    | Chiba, Chiba         | Fukuda Denshi Arena                   |
| Kashiwa Reysol      | Kashiwa, Chiba       | Sankyo Frontier Kashiwa Stadium       |
| Tokyo Verdy         | Tokio                | Ajinomoto Stadium                     |
| FC Machida Zelvia   | Machida, Tokio       | Machida Municipal Stadium             |
| Yokohama FC         | Yokohama, Kanagawa   | NHK Spring Mitsuzawa Football Stadium |
| Ventforet Kofu      | Kofu, Yamanashi      | Yamanashi Chuo Bank Stadium           |
| Albirex Niigata     | Niigata, Niigata     | Denka Big Swan Stadium                |
| Zweigen Kanazawa    | Kanazawa, Ishikawa   | Ishikawa Athletics Stadium            |
| FC Gifu             | Gifu, Gifu           | Nagaragawa-Stadion                    |
| Kyoto Sanga FC      | Kyoto, Kyoto         | Nishikyōgoku Athletic Stadium         |
| Fagiano Okayama     | Okayama, Okayama     | City Light Stadium                    |
| Renofa Yamaguchi FC | Yamaguchi, Yamaguchi | Ishin Me-Life Stadium                 |
| Tokushima Vortis    | Tokushima, Tokushima | Pocari Sweat Stadium                  |
| Ehime FC            | Matsuyama, Ehime     | Ningineer Stadium                     |
| Avispa Fukuoka      | Fukuoka, Fukuoka     | Level-5 Stadium                       |
| V-Varen Nagasaki    | Isahaya, Nagasaki    | Transcosmos Stadium Nagasaki          |
| Kagoshima United FC | Kagoshima, Kagoshima | Shiranami Stadium                     |
| FC Ryukyu           | Okinawa, Okinawa     | Tapic Kenso Hiyagon Stadium           |

## Trainer
| Verein              | Cheftrainer                            |
| ------------------- | -------------------------------------- |
| Montedio Yamagata   | Takashi Kiyama                         |
| Mito HollyHock      | Shigetoshi Hasebe                      |
| Tochigi SC          | Kazuaki Tasaka                         |
| Omiya Ardija        | Takuya Takagi                          |
| JEF United Chiba    | Juan Esnáider → Atsuhiko Ejiri         |
| Kashiwa Reysol      | Nelsinho Baptista                      |
| Tokyo Verdy         | Gary White → Hideki Nagai              |
| FC Machida Zelvia   | Naoki Sōma                             |
| Yokohama FC         | Edson Tavares → Takahiro Shimotaira    |
| Ventforet Kofu      | Akira Itō                              |
| Albirex Niigata     | Kōichirō Katafuchi → Kazuaki Yoshinaga |
| Zweigen Kanazawa    | Masaaki Yanagishita                    |
| FC Gifu             | Takeshi Ōki → Makoto Kitano            |
| Kyoto Sanga FC      | Ichizō Nakata                          |
| Fagiano Okayama     | Kenji Arima                            |
| Renofa Yamaguchi FC | Masahiro Shimoda                       |
| Tokushima Vortis    | Ricardo Rodríguez                      |
| Ehime FC            | Kenta Kawai                            |
| Avispa Fukuoka      | Fabio Pecchia → Kiyokazu Kudō          |
| V-Varen Nagasaki    | Makoto Teguramori                      |
| Kagoshima United FC | Kim Jong-song                          |
| FC Ryukyu           | Yasuhiro Higuchi                       |

## Spieler
| Verein              | Spieler |
| ------------------- | --- |
| Montedio Yamagata   | Naoki Kuriyama (40/2), Kai Miki (22/0), Ken’ichi Kaga (13/0), Takumi Yamada (41/3), Ken’ya Okazaki (5/0), Alvaro Rodrigues (4/0), Jefferson Baiano (34/7), Haruya Ide (32/2), Toyofumi Sakano (21/7), Shūhei Ōtsuki (38/12), Takuya Honda (39/1), Tatsuya Sakai (2/0), Shūto Kitagawa (2/0), Shun Nakamura (38/6), Shūto Minami (24/2), Ryōta Matsumoto (28/0), Masatoshi Kushibiki (42/0), Yūta Kumamoto (38/1), Kenta Furube (3/0), Rui Sueyoshi (1/0), Tatsuhiro Sakamoto (42/7), Rodolfo (10/0), Riku Handa (5/0), Hiroki Noda (6/0), Takahiro Yanagi (28/2), Akito Takagi (10/1), Daichi Akiyama (4/0), Yūya Yamagishi (14/4) |
| Mito HollyHock      | Takuma Hamasaki (6/1), Boniface Nduka (18/1), Makito Itō (19/0), Yūichi Hirano (20/0), Takaaki Shichi (39/5), Hiroyuki Mae (39/5), Jo (16/0), Yūji Kimura (33/2), Kōichi Murata (30/2), Shōhei Kishida (30/0), Shintarō Shimizu (37/8), Takuya Miyamoto (1/0), Takaki Fukumitsu (19/3), Eiji Shirai (40/2), Kōki Ogawa (17/7), Yūto Mori (5/0), Masaaki Murakami (6/0), Shūhei Takizawa (12/1), Ryō Toyama (13/0), Jun’ya Hosokawa (28/1), Yūto Hiratsuka (7/0), Shunsuke Motegi (28/4), Keita Saitō (1/0), Leleu (2/0), Atsushi Kurokawa (39/7), Daiki Miya (12/2), Yūya Asano (34/4), Ken’ya Matsui (36/0) |
| Tochigi SC          | Kōtarō Fujiwara (27/1), Henik (39/3), Tatsuki Kohatsu (13/0), Kazunori Kan (9/0), Masashi Ōguro (29/6), Kazuki Nishiya (37/5), Tasuku Hiraoka (15/0), Yūki Nishiya (18/0), Reiya Morishita (27/1), Shōta Sakaki (14/1), Ryōta Sakata (1/0), Kōki Ōshima (18/1), Yūdai Iwama (11/0), Jun’ya Ōsaki (27/4), Mendes (1/0), Shūhei Kawata (9/0), Tatsuya Wada (8/0), Yuri (10/1), Takuma Edamura (28/0), Ryōsuke Hisadomi (31/1), Hayato Nukui (5/0), Kento Kawata (22/0), Masaya Tashiro (28/3), Kaito Miyake (11/0), Shūga Arai (2/0), Daichi Inui (19/2), Akira Hamashita (33/1), Shin’ichi Terada (18/1), Lee Rae-jun (4/0), Kensuke Fukuda (6/0), Kazuki Segawa (18/0), Kim Hyun (13/2), Yoo Hyun (34/0)                                                    |
| Omiya Ardija        | Takashi Kasahara (27/0), Kōsuke Kikuchi (25/1), Hiroyuki Kōmoto (20/1), Kōhei Yamakoshi (6/0), Toshiki Ishikawa (40/1), Akinari Kawazura (41/2), Yūta Mikado (21/1), Akimi Barada (37/5), Robin Simovic (27/8), Genki Ōmae (31/5), David Babunski (27/4), Daisuke Watabe (10/2), Keisuke Ōyama (20/0), Taisuke Nakamura (3/0), Ippei Shinozuka (20/4), Ryō Okui (26/1), Noriyoshi Sakai (22/2), Hitoshi Shiota (5/0), Juanma Delgado (40/13), Kazuma Takayama (2/0), Masato Kojima (28/1), Takamitsu Tomiyama (13/1), Yūki Katō (10/0), Kanji Okunuki (25/5), Shōi Yoshinaga (13/1), Shintarō Shimada (4/0), Masahito Ono (2/0), Kazuki Kushibiki (18/1), Hiroto Hatao (23/2)                                                                               |
| JEF United Chiba    | Ryōta Suzuki (16/0), Geria (21/0), Velasquez (1/0), Hebert (24/1), Tatsuya Masushima (31/2), Yūsuke Tasaka (8/0), Yūto Satō (18/0), Yūki Horigome (27/1), Kleber (38/17), Takayuki Funayama (35/12), Hisato Satō (21/2), Hirotaka Tameda (37/2), Shūto Kojima (16/0), Kōji Toriumi (24/0), Ikki Arai (29/2), Andrew Kumagai (34/0), Asahi Yada (29/1), Alan Pinheiro (26/2), Kōhei Kudō (24/1), Yūya Satō (26/0), Yūsuke Chajima (22/1), Takaya Inui (13/0), Michihiro Yasuda (4/0), Masaki Yamamoto (5/0), Takeaki Hommura (1/0), Tomoya Miki (9/1), Takumi Shimohira (31/0), Kōki Yonekura (16/1) |
| Kashiwa Reysol      | Kazushige Kirihata (1/0), Jirō Kamata (27/4), Daichi Tagami (7/0), Taiyō Koga (37/2), Yūsuke Kobayashi (16/0), Hidekazu Ōtani (30/0), Kei Koizumi (1/0), Cristiano (39/19), Ataru Esaka (38/11), Ryōhei Yamazaki (2/0), Ryūta Koike (21/0), Yūta Someya (37/2), Kōhei Tezuka (18/0), Yūsuke Segawa (40/8), Gabriel (16/1), Takumi Kamijima (10/0), Park Jeong-su (3/0), Matheus Savio (19/7), Kōsuke Nakamura (41/0), Toshiaki Miyamoto (4/0), Riku Tanaka (9/0), Olunga (30/27), Masatoshi Mihara (16/2), Sō Nakagawa (1/0), Kazuya Murata (1/0), Junior Santos (8/0), Naoki Kawaguchi (11/0), Shunki Takahashi (9/0), Hayate Sugii (2/0), Richardson (35/1), Daisuke Kikuchi (23/0), Mao Hosoya (6/0), Tatsuya Yamashita (10/0)                           |
| Tokyo Verdy         | Masashi Wakasa (26/1), Naoya Kondō (28/0), Kan’ya Fujimoto (16/0), Tomohiro Taira (32/1), Shion Inoue (33/3), Kōta Watanabe (16/1), Tatsuya Uchida (15/0), Yūhei Satō (32/2), Leandro (25/7), Ryōhei Hayashi (16/5), Jailton Paraiba (11/4), Mizuki Arai (8/1), Naoto Sawai (9/0), Tatsuya Anzai (4/0), Kōki Morita (24/3), Lee Yong-jick (25/4), Jin Hanato (20/1), Junki Koike (40/16), Rihito Yamamoto (22/0), Naoto Kamifukumoto (42/0), Takuya Nagata (11/1), Naoya Tamura (9/0), Yūta Narawa (37/1), Nemanja Kojic (9/2), Walmerson (4/0), Klebinho (13/0), Hiroki Kawano (15/2), Ryōta Kajikawa (32/2), Taiga Ishiura (1/0), Joeru Chima Fujita (4/0), Kang Soo-il (3/0)                                                                             |
| FC Machida Zelvia   | Kōki Fukui (4/0), Masayuki Okuyama (42/0), Kōdai Fujii (22/1), Kōta Fukatsu (24/0), Ri Han-jae (8/0), Gō Hayama (4/0), Jeong Chung-geun (27/1), Cayman Togashi (30/5), Taiki Hirato (17/2), Hirofumi Yamauchi (17/1), Takuya Masuda (38/0), Noboru Shimura (2/0), Yūdai Inoue (29/1), Kōki Shimosaka (21/1), Yūki Okada (23/0), Shūta Doi (32/4), Dorian Babunski (19/0), Ryōhei Hayashi (4/0), Ryūsuke Sakai (26/1), Romero Frank (33/9), Kaishū Sano (21/0), Sō Hirao (3/0), Kōta Morimura (37/3), Yūki Nakashima (38/3), Hiroki Todaka (28/2), Naoki Ōtani (23/1), Yūki Kobayashi (15/0) |
| Yokohama FC         | Yūta Fujii (5/0), Ryō Tadokoro (4/0), Masakazu Tashiro (33/3), Takahiro Nakazato (11/0), Takuya Matsuura (15/2), Kensuke Satō (29/0), Akira Toshima (21/4), Ibba (36/18), Kazuyoshi Miura (3/0), Yūji Senuma (11/1), Kengo Kitazume (40/1), Kōsuke Saitō (14/3), Yūsuke Minagawa (16/1), Eijirō Takeda (25/1), Yūta Minami (33/0), Daichi Inui (5/0), Calvin Jong-a-Pin (42/0), Akihiko Takeshige (9/0), Daisuke Matsui (24/2), Kōki Saitō (29/6), Kazuhito Watanabe (14/0), Yūki Kusano (11/4), Yūtarō Hakamata (14/0), Katsuhiro Nakayama (32/6), Reo Yasunaga (2/0), Ryōtarō Yamamoto (1/0), Yasumasa Kawasaki (14/0), Yūsuke Matsuo (21/6), Masahiko Inoha (28/0), Leandro Domingues (33/6), Shunsuke Nakamura (10/1)                                   |
| Ventforet Kofu      | Kōhei Kawata (41/0), Masato Yuzawa (14/0), Tatsushi Koyanagi (29/1), Hideomi Yamamoto (16/1), Eder Lima (37/1), Ryōhei Arai (19/0), Peter Utaka (40/20), Dudu (27/7), Yutaka Soneda (30/6), Shūsuke Ōta (1/0), Shigeru Yokotani (36/5), Masaru Matsuhashi (4/0), Hidetaka Kanazono (13/6), Kōichi Satō (19/4), Jumma Miyazaki (11/1), Kyōsuke Gotō (1/0), Shō Araki (9/0), Yūta Koide (36/0), Kōta Mori (10/1), Kazuhiro Satō (33/6), Yūki Hashizume (11/0), Junior Barros (6/0), Allano (12/1), Kōsuke Okanishi (1/0), Yūta Imazu (5/0), Kenta Uchida (37/3), Shōhei Ogura (41/1), Yūto Takeoka (25/0), Yūsuke Tanaka (21/0) |
| Albirex Niigata     | Kōki Ōtani (42/0), Kenta Hirose (6/0), Paulao (2/0), Shun Ōbu (42/4), Michael James (15/0), Sachirō Toshima (34/1), Samuel Santos (4/0), Silvinho (27/4), Leonardo (38/28), Masaru Katō (16/0), Arata Watanabe (37/5), Francis (30/8), Tatsuya Tanaka (17/1), Taiki Watanabe (16/0), Caue (35/3), Ryōma Watanabe (23/4), Kishō Yano (32/2), Shion Homma (28/3), Yōsuke Nozawa (1/0), Yasutaka Yanagi (1/0), Naoki Kawaguchi (16/1), Hiroki Akiyama (6/0), Fumiya Hayakawa (8/0), Yūto Horigome (22/0), Naoto Arai (32/1), Yoshiaki Takagi (33/2), Shōsei Okamoto (10/0), Shū Hiramatsu (2/0), Cho Young-cheol (5/0), Ken Yamura (1/0), Yoshizumi Ogawa (5/0)                                                                                                |
| Zweigen Kanazawa    | Masaaki Gotō (3/0), Norimichi Yamamoto (40/3), Yūji Sakuda (1/0), Ryōga Ishio (9/0), Hisashi Ōhashi (39/0), Shōhei Kiyohara (28/2), Keita Fujimura (41/1), Ren Komatsu (22/5), Yūki Kakita (35/8), Kyōhei Sugiura (24/5), Ryūhei Ōishi (38/6), Masahiro Kaneko (34/4), Shun’ya Mōri (17/0), Taiki Katō (39/7), Ryō Kubota (11/0), Clunie (30/7), Yūto Shirai (39/0), Takumi Hasegawa (27/0), Masaya Kojima (14/0), Tomonobu Hiroi (35/4), Towa Yamane (14/4), Raisei Shimazu (3/0), Takahide Umebachi (8/0), Takayuki Takayasu (1/0), Keigo Numata (32/0) |
| FC Gifu             | Masanori Abe (33/0), Tadashi Takeda (25/1), Kentarō Kai (34/0), Shōta Kawanishi (22/8), Shōhei Mishima (17/0), Tōma Murata (8/0), Frederic (13/0), Yūya Yamagishi (22/4), Ryan De Vries (27/4), Ryōichi Maeda (34/5), Kōya Kazama (19/2), Yūki Aizu (13/0), Yūta Togashi (4/0), Takumi Fujitani (19/0), Daichi Ishikawa (5/0), Kō Yanagisawa (26/0), Yūto Ono (7/0), Shōhei Aihara (17/2), Victor (18/0), Ham Yeong-jun (8/0), Osamu Henry Iyoha (6/0), Yūshi Nagashima (19/1), Junior Barros (9/0), Kensei Nakashima (24/0), Kōta Miyamoto (25/1), Michael (8/2), Fumitaka Kitatani (13/0), Hayate Nagakura (8/0), Tabinas Jefferson (8/0), Mizuki Ichimaru (14/0), Kōki Tsukagawa (19/1), Kenji Baba (19/0), Jan-Ole Sievers (24/0), Takefumi Tōma (14/1) |
| Kyoto Sanga FC      | Nobuhiro Katō (15/0), Masafumi Miyagi (7/0), Marcus Tulio Tanaka (30/0), Kyōhei Kuroki (41/2), Yūki Honda (37/0), Renan Mota (8/0), Takuya Shigehiro (29/2), Yoshihiro Shōji (40/2), Yōsuke Yuzawa (4/0), Takumi Miyayoshi (26/4), Keiya Sentō (36/10), Jun Andō (30/1), Yūsuke Muta (4/0), Yōhei Ōno (10/1), Juninho (20/2), Keisuke Shimizu (26/0), Tomoya Koyamatsu (42/9), Kazunari Ichimi (36/17), Katsunori Ueebisu (13/0), Shōgo Shimohata (3/0), Kōhei Tomita (9/0), Katsuya Nakano (9/0), Yōsuke Ishibitsu (23/2), Shimpei Fukuoka (36/2), Sōichirō Kōzuki (3/0), Tomoya Wakahara (1/0), Sergio Escudero (12/0), Jun Kanakubo (22/2), Yūya Nakasaka (7/1), Jungo Fujimoto (8/0)                                                                    |
| Fagiano Okayama     | Yūma Hiroki (36/0), Keita Gotō (3/0), Mizuki Hamada (16/0), Shigeto Masuda (8/1), Kōhei Kiyama (33/0), Seiya Nakano (24/5), Yūsuke Tanaka (36/1), Lee Yong-jae (42/18), Leo Mineiro (10/0), Makoto Mimura (15/0), Junki Kanayama (8/0), Kōta Ueda (31/4), Hiroki Yamamoto (10/2), Shōhei Takeda (27/1), Kenji Sekido (41/0), Kazuki Saitō (8/1), Hayato Nakama (40/15), Choi Jung-won (35/0), Kenta Mukuhara (30/0), Jun Ichimori (34/0), Shingo Akamine (22/1), Kazune Kubota (25/0), You Yong-hyeon (1/0), Takuma Takeda (5/0), Wakaba Shimoguchi (8/0), Tomoya Fukumoto (18/0), Kōsuke Masutani (14/0) |
| Renofa Yamaguchi FC | Keisuke Tsuboi (5/0), Renan (1/0), Kazuma Takai (38/8), Kentarō Satō (27/0), Takayuki Mae (37/2), Paulo Jun’ichi Tanaka (36/5), Takumi Sasaki (22/3), Kazuhito Kishida (9/1), Jōji Ikegami (26/2), Yūya Torikai (1/0), Takumi Kusumoto (30/1), Ryōhei Yoshihama (32/5), Doston (17/0), Kazuki Segawa (13/0), Takahiro Kō (12/0), Daisuke Yoshimitsu (28/0), Daisuke Takagi (26/2), Masato Kudō (27/4), Takeru Kiyonaga (1/0), Keita Yamashita (37/11), Ayumu Kawai (24/1), Ryōma Ishida (14/2), Hidetoshi Miyuki (42/1), Genki Yamada (14/0), Taisei Miyashiro (19/2), Kazuya Onohara (13/0), Kōta Kawano (1/0), Ryūho Kikuchi (35/3) |
| Tokushima Vortis    | Kengo Nagai (1/0), Taiki Tamukai (25/1), Jordy Buijs (37/7), Hidenori Ishii (31/1), Sisinio (1/0), Yūto Uchida (37/2), Ken Iwao (41/6), Atsushi Kawata (30/13), Kenta Kanō (12/0), Naoki Nomura (39/7), Kōki Kiyotake (28/6), Ryūji Sugimoto (33/4), Takeru Kishimoto (36/4), Masaki Watai (29/6), Genta Omotehara (11/0), Akihiro Satō (13/0), Daisei Suzuki (2/0), Shōta Fukuoka (3/0), Yūji Kajikawa (41/0), Seiya Fujita (22/1), Tokuma Suzuki (15/1), Kōhei Uchida (19/1), Takuya Akiyama (2/0), Yūdai Konishi (34/2), Shiryū Fujiwara (2/0), Yatsunori Shimaya (10/0), Yūki Oshitani (30/4) |
| Ehime FC            | Masahiro Okamoto (42/0), Kōsuke Yamazaki (31/3), Mutsumi Tamabayashi (2/0), Daiki Nishioka (27/0), Takanori Maeno (35/0), Hideyuki Nozawa (28/1), Takashi Kondō (42/6), Yōichi Naganuma (33/0), Kōki Arita (30/1), Yūta Kamiya (36/6), Yumemi Kanda (2/0), Shūya Iwai (1/0), Makito Yoshida (21/3), Shion Niwa (28/5), Hiroto Tanaka (40/2), Daiki Kogure (3/0), Gō Nishida (13/1), Yoshiki Fujimoto (39/9), Kazuhisa Kawahara (6/0), Makoto Rindō (3/0), Rikiya Motegi (16/0), Yūji Takeshima (3/0), Takumu Kawamura (4/1), Woo Sang-ho (15/0), Kōji Yamase (38/4), Yōta Shimokawa (37/3), Jutric (13/1) |
| Avispa Fukuoka      | Serantes (41/0), Hirokazu Ishihara (37/0), Masayuki Yamada (11/1), Yūki Sanetō (32/2), Won Du-jae (33/0), Jun Suzuki (38/1), Yang Dong-hyen (32/10), Hisashi Jōgo (36/6), Kōki Kido (30/3), Taiga Maekawa (40/2), Takayuki Morimoto (23/1), Daisuke Ishizu (15/2), Riki Matsuda (36/8), Felix Micolta (10/1), Sōtan Tanabe (34/1), Kennedy Egbus Mikuni (11/0), Kazuya Murata (4/0), Naoki Wako (29/0), Rikihiro Sugiyama (1/0), Yūji Kitajima (5/0), Hinata Kida (10/0), Masaru Katō (15/0), Kazunori Yoshimoto (7/0), Ryō Hatsuse (9/0), Naoya Kikuchi (10/0), Kōjirō Shinohara (38/1) |
| V-Varen Nagasaki    | Yūki Kagawa (32/4), Choi Kyu-baek (9/1), Ryōta Takasugi (16/1), Makoto Kakuda (29/1), Ryōta Isomura (17/0), Lee Jong-ho (13/1), Masato Kurogi (12/0), Keiji Tamada (35/7), Masashi Kamekawa (40/1), Hokuto Nakamura (2/0), Yuzuru Shimada (15/0), Masakazu Yoshioka (30/4), Yū Hasegawa (13/2), Takashi Sawada (35/3), Yōhei Ōtake (39/4), Masaya Tomizawa (16/0), Yūhei Tokunaga (31/1), Shun'ya Yoneda (7/1), Lee Sang-min (16/0), Ryō Niizato (19/0), Hijiri Onaga (24/0), Junki Hata (23/2), Kenta Tokushige (27/0), Victor Ibarbo (16/2), Hiroto Goya (36/22), Hiroki Akino (17/0), Caio Cesar (17/0), Yūki Ōmoto (2/0) |
| Kagoshima United FC | Tetsuya Yamaoka (1/0), Yeon Jei-min (3/0), Willian (3/0), Rei Hirakawa (7/0), Ryō Hiraide (4/0), Akira Akao (19/1), Yūki Nagahata (1/0), Takuma Sonoda (11/0), Rei Yonezawa (8/1), Junki Goryō (35/4), Ahn Joon-soo (36/0), Kenta Nishioka (2/0), Noritaka Fujisawa (32/1), Yūichirō Edamoto (31/2), Yūsei Nakahara (4/0), Jun’ya Nodake (8/0), Shunsuke Tsutsumi (33/0), Noriyuki Sakemoto (40/2), Kōhei Hattanda (27/1), Kōsuke Yoshii (4/0), Katsunari Mizumoto (35/1), Kazuya Sunamori (42/0), Sōichi Tanaka (12/0), Shinji Tominari (2/0), Han Yong-thae (35/11), Yūsei Kayanuma (25/0), Shōgo Ōnishi (5/0), Taku Ushinohama (37/7), Yutaka Tanoue (8/0), Shūto Nakahara (28/2), Nildo (29/2), Hiroya Nodake (1/0), Ryō Wada (2/0), Lucao (16/3)       |
| FC Ryukyu           | Carvajal (30/0), Kōsuke Masutani (24/2), Taishi Nishioka (23/2), Ryōhei Okazaki (39/0), Shūhei Tokumoto (35/0), Kōki Kazama (42/2), Kazaki Nakagawa (3/0), Shinji Ono (9/0), Hayata Komatsu (17/0), Kōji Suzuki (27/15), Hiroto Yamada (10/2), Yū Tomidokoro (35/2), Keita Tanaka (23/1), Shūto Kawai (28/3), Satoki Uejō (38/14), Ryō Wada (8/1), Jumpei Arai (1/0), Ryōsuke Ochi (22/2), Kazumasa Uesato (40/4), Shin’ya Uehara (18/5), Yukihide Gibo (1/0), Ryō Ishii (12/0), Kim Song-sun (10/0), Yoshio Koizumi (12/0), Shōgo Nishikawa (6/0), Kōsuke Inose (1/0), Ryōji Fukui (35/0), Ramon (9/0), Kōya Kazama (15/2), Yūya Torikai (9/0) |

## Statistiken

### Tabelle
| Pl.                    | Verein                  | Sp. | S  | U  | N  | Tore    | Diff. | Punkte |
| ---------------------- | ----------------------- | --- | -- | -- | -- | ------- | ----- | ------ |
| 1.                     | Kashiwa Reysol (A)      | 42  | 25 | 9  | 8  | 085:330 | +52   | 84     |
| 2.                     | Yokohama FC             | 42  | 23 | 10 | 9  | 066:400 | +26   | 79     |
| 3.                     | Omiya Ardija            | 42  | 20 | 15 | 7  | 062:400 | +22   | 75     |
| 4.                     | Tokushima Vortis        | 42  | 21 | 10 | 11 | 067:450 | +22   | 73     |
| 5.                     | Ventforet Kofu          | 42  | 20 | 11 | 11 | 064:400 | +24   | 71     |
| 6.                     | Montedio Yamagata       | 42  | 20 | 10 | 12 | 059:400 | +19   | 70     |
| 7.                     | Mito HollyHock          | 42  | 19 | 13 | 10 | 056:370 | +19   | 70     |
| 8.                     | Kyoto Sanga FC          | 42  | 19 | 11 | 12 | 059:560 | +3    | 68     |
| 9.                     | Fagiano Okayama         | 42  | 18 | 11 | 13 | 049:470 | +2    | 65     |
| 10.                    | Albirex Niigata         | 42  | 17 | 11 | 14 | 071:520 | +19   | 62     |
| 11.                    | Zweigen Kanazawa        | 42  | 15 | 16 | 11 | 058:460 | +12   | 61     |
| 12.                    | V-Varen Nagasaki (A)    | 42  | 17 | 5  | 20 | 057:610 | −4    | 56     |
| 13.                    | Tokyo Verdy             | 42  | 14 | 13 | 15 | 059:590 | ±0    | 55     |
| 14.                    | FC Ryukyu (N)           | 42  | 13 | 10 | 19 | 057:800 | −23   | 49     |
| 15.                    | Renofa Yamaguchi FC     | 42  | 13 | 8  | 21 | 054:700 | −16   | 47     |
| 16.                    | Avispa Fukuoka          | 42  | 12 | 8  | 22 | 039:620 | −23   | 44     |
| 17.                    | JEF United Chiba        | 42  | 10 | 13 | 19 | 046:640 | −18   | 43     |
| 18.                    | FC Machida Zelvia       | 42  | 9  | 16 | 17 | 036:590 | −23   | 43     |
| 19.                    | Ehime FC                | 42  | 12 | 6  | 24 | 046:620 | −16   | 42     |
| 20.                    | Tochigi SC              | 42  | 8  | 16 | 18 | 033:530 | −20   | 40     |
| 21.                    | Kagoshima United FC (N) | 42  | 11 | 7  | 24 | 041:730 | −32   | 40     |
| 22.                    | FC Gifu                 | 42  | 7  | 9  | 26 | 033:780 | −45   | 30     |
| Stand: Ende der Saison |                         |     |    |    |    |         |       |        |

| Zum Saisonende 2019: |                                                                    |
| Aufstieg in die J1 League 2020: Kashiwa Reysol, Yokohama FC Teilnahme an den Relegationsspielen zur J1 League: Omiya Ardija, Tokushima Vortis, Ventforet Kofu, Montedio Yamagata Abstieg in die J3 League 2020: Kagoshima United FC, FC Gifu |                                                                    |
| |                                                                    |
| Zum Saisonende 2018: |                                                                    |
| (A) | Absteiger aus der J1 League 2018: Kashiwa Reysol, V-Varen Nagasaki |
| (N) | Aufsteiger aus der J3 League 2018: FC Ryukyu, Kagoshima United FC  |

### Aufstiegsplayoffs

#### Viertelfinale
|                  | Ergebnis |                   |
| ---------------- | -------- | ----------------- |
| Omiya Ardija     | 0:2      | Montedio Yamagata |
| Tokushima Vortis | 1:1      | Ventforet Kofu    |

#### Halbfinale
|                  | Ergebnis |                   |
| ---------------- | -------- | ----------------- |
| Tokushima Vortis | 1:0      | Montedio Yamagata |

#### Finale
|                 | Ergebnis |                  |
| --------------- | -------- | ---------------- |
| Shonan Bellmare | 1:1      | Tokushima Vortis |